# Zuckertüte

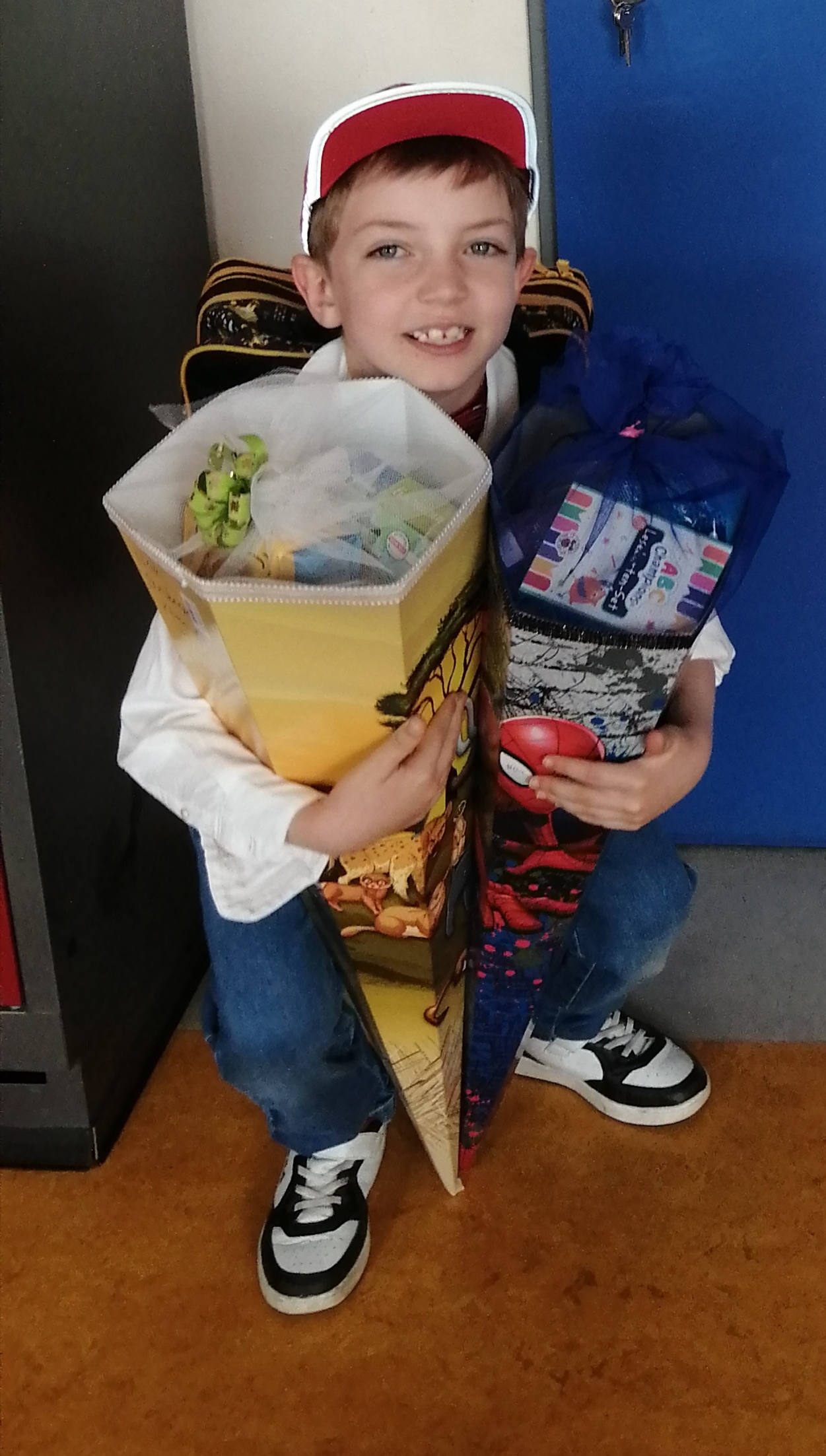
Kind met twee Zuckertüten uit het jaar 2024, met Spiderman

Zuckertüte, Schultüte of Tyta is een geschenk dat kinderen in Duitsland, Oostenrijk, Polen en Tsjechië aan het begin van het eerste leerjaar ontvangen. Het heeft de vorm van een kegel en is gevuld met snoepjes. De gewoonte om een tas te geven aan eersteklassers ontstond aan het begin van de 19e eeuw in Duitsland, meer bepaald in Saksen en Thüringen.